# Le Roman de Flamenca
Le Roman de Flamenca ist ein Höfischer Roman aus dem 13. Jahrhundert, geschrieben in okzitanischer Sprache, die im Süden Frankreichs seinerzeit die Sprache der Troubadoure war.

## Geschichte
Ein Manuskript des Romans, dessen Autor unbekannt ist, wurde von François-Juste-Marie Raynouard zufällig in Carcassonne entdeckt. Paul Meyer veröffentlichte 1865 eine erste kommentierte Übersetzung des Textes, der aus 8095 Zeilen besteht. Allerdings ist das einzige bekannte Manuskript unvollständig; es fehlen zum Beispiel die Deckblätter. Eine neue, zweisprachige Ausgabe des Romans legten François Zufferey und Valérie Fasseur 2014 vor.

## Inhalt
Flamenca ist die Tochter des Grafen Guy von Nemours. Sie übertrifft alle Frauen an Schönheit, und viele Edle halten um ihre Hand an. Der Graf wählt Archambault von Bourbon als Gemahl für seine Tochter. Es finden große Hochzeitsfeierlichkeiten in Nemours und danach in Bourbon statt; an letzteren nimmt auch der König mit seiner Gemahlin teil. In Archambault erwacht eine unbezähmbare Eifersucht, als er Flamenca an der Seite des Königs sieht. Nach den Feierlichkeiten sperrt er Flamenca in einem Turm ein; nur zum Gottesdienst darf sie unter seiner Aufsicht den Turm verlassen. In der Kirche muss sie sich hinter einem Wandschirm aufhalten, getrennt von den übrigen Besuchern.
Ein kampferprobter Ritter namens Guillem hört von der eingesperrten Flamenca und beschließt, ihre Liebe zu erobern. Er quartiert sich in Bourbon bei Pierre Gui ein, dem auch das beste Bad im Ort gehört. In der Kirche beobachtet er, wie der Messdiener mit dem Brevier herumgeht, damit die Gläubigen – darunter auch Flamenca – die dem Stundengebet entsprechende Seite küssen. Guillem lässt sich daraufhin vom Priester als Messdiener einstellen und kann so in jeder Messe unbemerkt einige geflüsterte Worte mit Flamenca austauschen. Gleichzeitig lässt er heimlich von Handwerkern einen unterirdischen Tunnel von seiner Herberge zu Pierre Guis Bad bauen.
Flamenca täuscht eine Krankheit vor, die angeblich nur durch Besuche im Bad gelindert werden kann. Nach vielen Wochen der Vorbereitung treffen sich Guillem und Flamenca endlich im Bad, wo sie von nun an ihre Liebe genießen können.

## Moderne Rezeption
William Aspenwall Bradley veröffentlichte 1922 eine freie Nacherzählung des Romans von Flamenca in altertümlichem Englisch.
Die spanische Sängerin Rosalía brachte 2018 das Album El mal querer heraus, das auf dem Roman von Flamenca basiert.

## Ausgaben
- François Zufferey, Valérie Fasseur: Flamenca. Texte édité d’après le manuscrit unique de Carcassonne. Zweisprachig Okzitanisch-Französisch. Paris 2014.